# Cornucopina ovalis
Cornucopina ovalis är en mossdjursart som beskrevs av Roxanne Irene Hastings 1943. Cornucopina ovalis ingår i släktet Cornucopina och familjen Bugulidae. Utöver nominatformen finns också underarten C. o. versa.